# Skellefteå Musikförening
Skellefteå Musikförening är en ideell musikförening i Skellefteå med cirka 300 medlemmar. Den grundades 1980, med syftet att bland annat ta tillvara de lokala låtskrivarna och amatörbandens intressen. Efter ett antal lokalbyten flyttade musikföreningen 1992 in i Mullbergsskolans gamla lokaler i Skellefteå (nuvarande Musikhuset) där de finns än idag. I huset finns åtta replokaler, ett kontor och en scen. Dessutom finns två inspelningsstudior som tillhör föreningen. Våren 2011 gick Skellefteå Musikförening ihop med föreningen Musikfabriken och bildade Kulturföreningen Mullberget.

## Historik
När Skellefteå kommuns Projekt Källarband avslutades 1980 blev alla band som var provisoriskt inhysta i de gamla klassrummen på Nordanå på väg att bli hemlösa. I syfte att enade kunna trycka på kommunen genom att bilda en förening sattes ett anslag undertecknat Mr X upp i lokalerna. Några veckor senare var Skellefteå Musikförening bildad, till en början under namnet Skellefteå Musikför(o)rening, och påtryckningarna inleddes med ett öppet brev till dåvarande kommunalrådet Lorentz Andersson. Där beskrev man sin situation med en för staden begriplig metafor; "en ishockeyspelare tappar nog rätt snart intresset för sin idrott om man ej får spela på is".
I september samma år anordnades en stödgala där ett flertal lokala musiker framträdde, bland andra Fem älgar i ett badkar, Dream, Namløz och Gudars Skymning.  Galan beskrevs i lokalpressen som "en konsert som väckte likgiltiga" och de 700 besökande gav också önskad effekt; i oktober kunde man överge planerna på att ockupera Nordanå och flytta in i nya, tillfälliga, lokaler i stadens gamla ångbryggeri.
Hösten 1980 drog Musikföreningen tillsammans med kulturföreningen Morgan, IOGT, NBV,  kommunens kultur- och fritidsnämnd samt Skellefteå Jazzklubb igång ett musikcafé i IOGT:s lokaler. Fritidsgårdarna arrangerade allt fler konserter och den största, CeGe, anordnade cafékvällar med levande musik.  Våren 1981 gavs i Skellefteåtrakten 25 konserter på 12 veckor.
Musikföreningen började ordna musikgalor på egen hand, och den 12 december 1981 höll man den första upplagan av Musikföreningens luciashow. Jonas Hallberg var då gästande konferencier och ett av banden som spelade var Dream.

## Hårdrock
Stockholmsbandet Europes seger i Rock-SM 1982 kom att bli vägledande för Musikföreningens 1980-tal. Lokaltidningen Norra Västerbotten räknade till 90 band i Skellefteå, varav 60 som spelade hårdrock. Historiskt har Skellefteå Musikförening haft fokus på tyngre musik, och det var också en av anledningarna till att Musikfabriken bröt sig ur och bildade en egen förening för popmusik 1985. Musikföreningen och Musikfabriken skiljde sig historiskt även åt genom att den senare hade mer fokus på spelningar, medan den förra mer fokuserade på replokaler. Därigenom kom Musikföreningen att i högre grad bestå av verksamma musiker.
Året 1987 gick två skellefteband vidare från delfinalen i Rock-SM, Vain och Hexagon. Samma år hade Allied Force 55 spelningar, alltså mer än en i veckan. Mest framgångsrik av stadens hårdrocksmusiker var dock Erika Norberg, som sedan sjuttiotalet spelat i olika band i trakten och efter gymnasiet flyttat till Stockholm för att 1990 toppa Trackslistan med "Together We're Lost".